# Chronoamperometrie

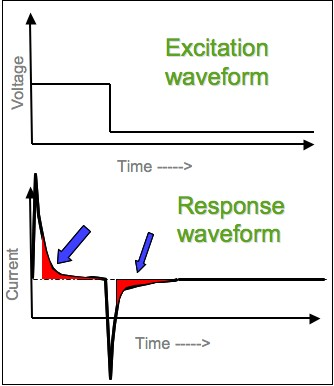
Dvou-pulzní chronoamperometrický tvar vlny ukazující integrovanou oblast pro stanovení náboje.

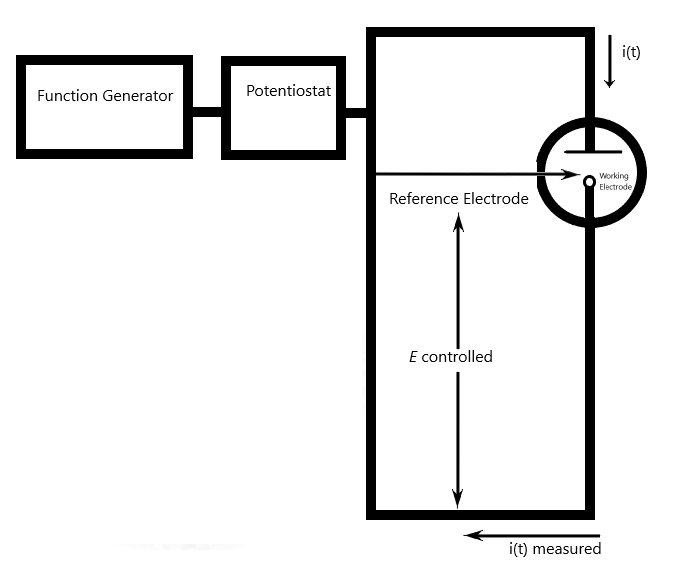
Schéma obvodu pro chronoamperometrii

Chronoamperometrie je elektrochemická metoda, ve které je zvyšován potenciál na pracovní elektrodě a výsledný proud z faradaických procesů probíhajících na elektrodě (způsobený potenciálním krokem) je sledován v závislosti na času. Funkční vztah mezi odezvou proudu a časem se měří po jednom nebo dvou potenciálových krocích na pracovní elektrodě elektrochemického systému. Konkrétní analyzovaná látka může být určena z poměru maximálního oxidačního proudu a maximálního redukčního proud. Stejně jako u všech pulzních metod chronoamperometrie generuje vysoké nabíjecí proudy, které se exponenciálně rozpadají jako v každém RC obvodu. Faradaický proud - který je způsoben přenosem elektronů se taktéž rozpadá, jak je popsáno v Cottrellově rovnici. Nejčastěji se používá systém tří elektrod, protože proud je integrován v relativně delších časových intervalech, dává chronoamperometrie lepší poměr signálu k šumu ve srovnání s jinými amperometrickými technikami.
Existují dva typy chronoamperometrie, které se běžně používají, chronoamperometrie s řízeným potenciálem a chronoamperometrie s řízeným proudem. Před spuštěním chronoamperometrie s řízeným potenciálem se provádí cyklická voltametrie, aby se určil redukční potenciál analytů. Chronoamperometrie obecně používá elektrody s pevně danou plochou, které jsou vhodné pro studium elektrochemických procesů, zejména reakčního mechanismu organické elektrochemie.  

## Příklad
Anthracen v deoxygenovaném dimethylformamidu (DMF) bude redukován (An + e− → An− ) na povrchu elektrody, který má určitý negativní potenciál. Redukce bude omezena difúzí, což způsobí pokles proudu (úměrný difúznímu gradientu, který je vytvářen difúzí).
Tento experiment lze provést několikrát a zvýšit elektrodové potenciály z nízkých na vysoké. (Mezi experimenty by měl být roztok promíchán.) Když změříme proud i (t) v určitém pevném časovém bodě τ po přivedení napětí, uvidíme, že v určitém okamžiku proud i (τ) již nezvyšuje; došlo k dosažení oblasti omezené hromadným přenosem. To znamená, že anthracen je redukován tak rychle, jako je difúzí přiváděn na elektrodu.

## Historie
V roce 1902 odvodil F. G. Cottrell lineární difúzi na rovinné elektrodě podle difúzního zákona a Laplaceovy transformace a získala Cottrellovu rovnici: {\displaystyle i={\frac {nFAC{\sqrt {D}}}{\sqrt {t\pi }}}}, kde I je proud v A, n je počet elektronů přenášených při elektrochemickém ději, F je Faradayova konstanta, A je plocha rovinné elektrody v cm2, C0 je počáteční koncentrace analytu v mol/cm3. D je difúzní koeficient pro látky v cm2 / s, t je čas v s. Graf závislosti proudu na čase odráží koncentrační gradient roztoku v blízkosti povrchu elektrody. Proud je přímo úměrný koncentraci na povrchu elektrody.
V roce 1922 Jaroslav Heyrovský zopakoval chronoamperometrickou metodu, když vymyslel polarografickou metodu. Může používat základní obvod polarografu. Pro připojení rychlého zapisovače nebo osciloskopu se nepoužívá rtuťová kapací elektroda, místo toho se používají statické elektrody, jako je suspendovaná rtuť, rtuťová anketa nebo platina, zlato a grafit. Kromě toho se roztok nemíchá. V přítomnosti inertních elektrolytů je procesem přenosu hmoty hlavně difúze. Jaroslav Heyrovský odvodil chronopotenciometrickou metodu z Cottrellovy rovnice. Chronopotenciometrie je elektrochemická metoda, která může generovat stabilní proud, který může protékat mezi dvěma různými elektrodami.

## Použití

### Elektrolýza s řízeným potenciálem (hromadná)

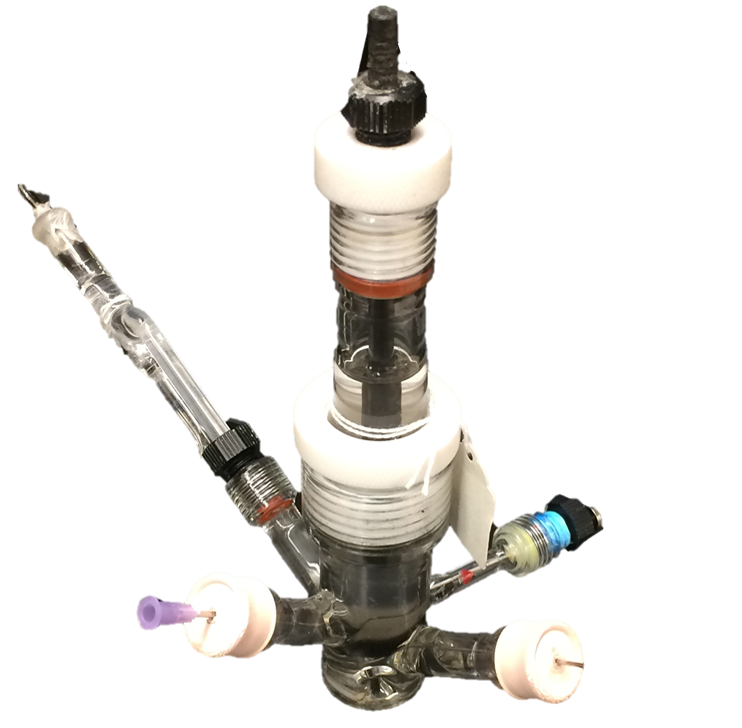
Cela elektrolýzy s řízeným potenciálem

Jednou z aplikací chronoamperometrie je elektrolýza s řízeným potenciálem (hromadná), která je známá také jako potenciostatická coulometrie. Během tohoto procesu se na pracovní elektrodu vkládá konstantní potenciál a sleduje se proud v čase. Analyt je v jednom oxidačním stavu buď oxidován nebo redukován na jiný oxidační stav. Proud klesá na hodnotu blížící se nule, jakmile se spotřebuje analyt. Tento proces ukazuje celkový náboj (v C), který se přenese dané v reakci. Celkový náboj se vypočítá integrací oblasti pod křivkou a pomocí Faradayova zákona.
Cela pro elektrolýzu s řízeným potenciálem (hromadná) je obvykle dvoukomorová (dělená), která obsahuje pomocnou uhlíkovou anodu a je oddělena od katodové komory se skleněnou fritou a zátkou elektrolytického rozpouštědla z methylcelulózy. Důvodem pro dvě komory je oddělení katodické a anodické reakce. Pracovní elektrodou pro hromadnou elektrolýzu by mohl být disk RVC, který má větší povrchovou plochu pro zvýšení rychlosti reakce.
Normálně se elektrolýza s řízeným potenciálem využívá společně s cyklickou voltametrií. Cyklická voltametrie je schopna analyzovat elektrochemické chování analytu nebo reakce. Může například určit katodický potenciál analytu.